# Szymon Sycylijski
Szymon de Hauteville (fr. Simon de Hauteville, wł. Simone D'Altavilla; ur. 1093, zm. 1105) – hrabia Sycylii od 1101.
Najstarszy syn i następca Rogera I, hrabiego Sycylii, oraz jego trzeciej żony Adelajdy del Vasto (regentki podczas rządów Szymona).
Urodził się prawdopodobnie w Mileto, w Kalabrii. Szymon był młodym chłopcem, kiedy odziedziczył hrabstwo po śmierci swojego ojca 22 czerwca 1101 i zmarł zaledwie cztery lata później w 1105, nie osiągnąwszy wieku dorosłego. Po śmierci Szymona hrabstwo Sycylii przypadło jego młodszemu bratu Rogerowi II.